# Papa Abdoulaye
Papa Abdoulaye Mbaye (Senegal, 13 de juny de 1990), és un jugador de bàsquet senegalès que juga a la posició de pivot. El seu equip actual és el Força Lleida.